# Алкамен (Спарта)
Алкамен (на старогръцки: Ἀλκαμένης, Alkamenes) в гръцката митология е цар на Спарта от династията Агиди ок. 785 пр.н.е. – 739 пр.н.е., син на цар Телекло и внук на Архелай.
Той става цар след смъртта на баща си. По време на десетата година от управлението му, през годината на първите Олимпийски игри, 776 пр.н.е., царското управление на Спарта свършва. Алкамен остава цар, но служители, т.нар. ефори, поемат една част от управлението. Според Йероним това е през неговата 18. управленска година и Олимпийските игри се състоят през неговата последна година.
Според Йероним той управлява 37 години и според Excerpta Latina Barbari 27 години, според Павзаний той е цар 46 години. Неговият наледник на трона е синът му Полидор.